# Gaëlle Enganamouit
Gaëlle Deborah Enganamouit (9 de junho de 1992) é uma futebolista camaronesa que atua como atacante. Ela é reconhecida como uma das melhores futebolistas africanas.

## Carreira
Gaëlle Enganamouit integrou o elenco da Seleção Camaronesa de Futebol Feminino, nas Olimpíadas de 2012.
Em 9 de junho de 2020, Gaëlle Enganamouit anunciou seu 28º aniversário, o fim de sua carreira.